# Ligne de Vallentigny à Vitry-le-François
La ligne de Vallentigny à Vitry-le-François est une ligne ferroviaire française des départements de l'Aube et de la Marne qui relie Vallentigny sur la ligne de Jessains à Sorcy à Vitry-le-François sur la ligne de Noisy-le-Sec à Strasbourg-Ville. Exploitée en trafic fret, elle permet en particulier les relations entre Troyes et Vitry-le-François.
Elle constitue la ligne no 013 000 du réseau ferré national. Historiquement, elle constituait la ligne 265 dans l'ancienne numérotation SNCF des lignes de la région Est.

## Historique
La loi du 17 juillet 1879 (dite plan Freycinet) portant classement de 181 lignes de chemin de fer dans le réseau des chemins de fer d’intérêt général retient en no 26 une ligne « d'Auxerre à Vitry-le-François, par ou près Saint-Florentin, Troyes et Brienne ».
La ligne est déclarée d'utilité publique par une loi le 11 juin 1880. Elle est concédée à titre définitif comme partie d'une ligne de Troyes à Vitry-le-François par l'État à la Compagnie des chemins de fer de l'Est par une convention signée entre le ministre des Travaux publics et la compagnie le 11 juin 1883. Cette convention est approuvée par une loi le 20 novembre suivant. Elle est ouverte à la circulation le 1er juin 1885.
Les raccordements militaires de Vallentigny et de Vitry-le-François ont été déclassés le 13 février 1964.

## Infrastructure
Autrefois à double voie sur la totalité de son parcours, elle est aujourd'hui à voie unique. Son profil est excellent avec des déclivités qui ne dépassent pas 5‰.